# 豊後二見ヶ浦

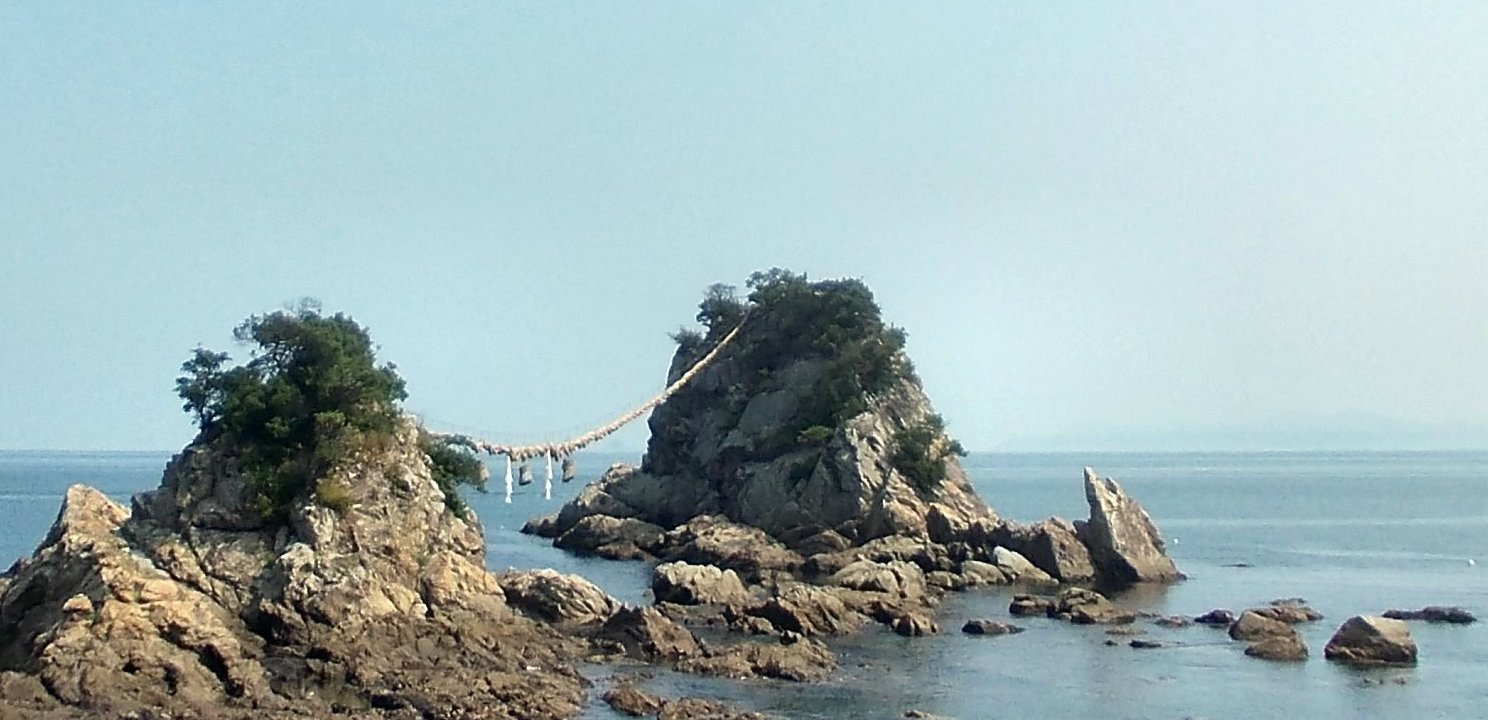
夫婦岩としめ縄

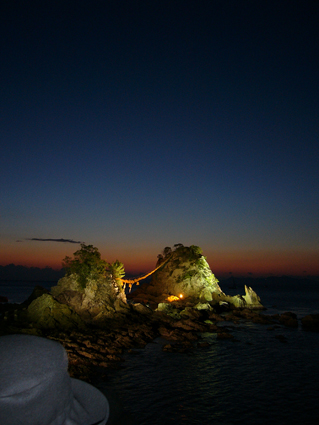
ライトアップされた夫婦岩

豊後二見ヶ浦（ぶんごふたみがうら）は、大分県佐伯市上浦（旧南海部郡上浦町）の日豊海岸国定公園内にある海岸である。佐伯市の名勝に指定されている。

## 概要
高さ17mの男岩と高さ10mの女岩が、長さ65m、直径最大75cm、重さ2tのしめ縄で結ばれている夫婦岩で有名。このしめ縄の長さは日本一で、1994年にはギネスブックにも掲載されている。
初日の出の名所として有名であり、毎年12月の第2日曜日には新年に備え住民によってしめ縄が架け替えられる。元旦には、甘酒等が振る舞われる。年末から年始にかけてはライトアップも行われる。また、毎年3月3日前後と10月10日前後には、夫婦岩の間の中央から日が昇る様子を見ることができる。
しめ縄は、1969年（昭和44年）に地元の野球チームが地域の協力へのお礼として始めたもので、その後、豊後二見ヶ浦事業実行委員会に引き継がれた。
テレビ大分ではアナログ放送時、放送終了時の映像に使用していた。

## アクセス
- 鉄道 - JR九州日豊本線浅海井駅から徒歩約10分[6]
- 車
  - 東九州自動車道津久見ICから国道217号経由で約25分[2]
  - 東九州自動車道佐伯ICから国道217号経由で約30分[2]